# Clusia flava
Clusia flava là một loài thực vật có hoa trong họ Bứa. Loài này được Jacq. mô tả khoa học đầu tiên năm 1760.